# Daphnopsis brasiliensis
Daphnopsis brasiliensis är en tibastväxtart som beskrevs av Carl Friedrich Philipp von Martius och Zucc.. Daphnopsis brasiliensis ingår i släktet Daphnopsis och familjen tibastväxter. Inga underarter finns listade i Catalogue of Life.